# فاطمه نقوی
فاطمه نقوی (زاده ۱۵ آذر ۱۳۳۳ تهران) بازیگر سینما و تئاتر اهل ایران است.

## زندگی هنری
او فعالیت هنری را از سال ۱۳۶۰ آغاز کرد و در کشورهای غربی برای فیلم دایره شناخته شده است.

## زندگی شخصی
وی همسر آتیلا پسیانی بود و مادر خسرو و ستاره پسیانی می‌باشد.

## آثار

### سینما
- لانتوری (۱۳۹۴)
- شیرین (۱۳۸۷)
- دایره (۱۳۷۸)
- نسل سوخته (۱۳۷۸)
- مسافران (۱۳۷۰)
- دو فیلم با یک بلیت (۱۳۶۹)
- گال (۱۳۶۵)
- بهار (۱۳۶۴)
- گنج (۱۳۶۳)

### تلویزیون
| سال       | نام                            | سمت    | کارگردان                  | توضیحات                                                      |
| --------- | ------------------------------ | ------ | ------------------------- | ------------------------------------------------------------ |
| ۱۳۸۹      | تله‌فیلم «زمانی برای شخم‌زدن»    | بازیگر | سیروس مقدم                | شبکه ۱                                                       |
| ۱۳۸۷      | تله‌تئاتر «گنگ خواب‌دیده»        | بازیگر | آتیلا پسیانی              | شبکه ۴                                                       |
| ۱۳۸۷      | تله‌تئاتر «زخمه بر رمل»         | بازیگر | آتیلا پسیانی              | شبکه ۴                                                       |
| ۱۳۸۷      | جمعه، دوازده و چهل و پنج دقیقه | بازیگر | سعید ابراهیمی‌فر           | شبکه ۱                                                       |
| ۱۳۸۶      | گزارش یک اعدام                 | بازیگر | ابراهیم شیبانی            |                                                              |
| ۱۳۸۲      | تله‌فیلم «آسفالت»               | بازیگر | رامبد جوان                |                                                              |
| ۱۳۸۲–۱۳۸۱ | باغ بلور                       | بازیگر | رامبد جوان                |                                                              |
| ۱۳۷۸–۱۳۷۷ | مرگ در سکوت                    | بازیگر | شهریار پارسی‌پور           | شبکه ۲                                                       |
| ۱۳۷۷–۱۳۷۶ | هفت‌سنگ                         | بازیگر | عبدالرضا نواب صفوی        | این سریال یک نسخهٔ سینمایی هم دارد.                           |
| ۱۳۷۵      | خانواده رضایت                  | بازیگر | حمید امجدمازیار میری      | شبکه تهران                                                   |
| ۱۳۷۱      | سیمرغ                          | بازیگر | حسین قاسمی جامی           | شبکه ۱                                                       |
| ۱۳۷۴      | نابغه‌های قرن بیستم             | بازیگر | حسین محب‌اهری              | شبکه ۳                                                       |
| ۱۳۷۰      | بچه‌های وشان (راه)              | بازیگر | بهرام کاظمی               | برنامه کودک و نوجوان شبکه ۲                                  |
| ۱۳۶۵      | پایان شب سیه                   | بازیگر | حبیب دهقان‌نسب             |                                                              |
| ۱۳۶۴      | لطائف الطوائف                  | بازیگر |                           |                                                              |
| ۱۳۶۳      | محله بهداشت                    | بازیگر | داریوش مؤدبیان حسین فردرو |                                                              |
| ۱۳۶۱      | محله برو بیا                   | بازیگر | داریوش مؤدبیان            | اولین بار در سال ۱۳۶۲ از شبکه دوم سیما (پنجشنبه‌ها) پخش می‌شد. |
| ۱۳۶۰      | مثل‌آباد                        | بازیگر | رضا ژیان                  | کارگردان تلویزیونی: «مسعود فروتن»                            |